# Goldenbest Records
Goldenbest Records är ett svenskt skivbolag som har sin bas i Stockholm. Bland artisterna finns bland andra Lilla Lovis, Den Svenska Björnstammen och Slagsmålsklubben.

## Diskografi
| Mash Up International             | Ut och in feat. Herbert Munkhammar och Rikard Skizz Bizzi | Singel |
| Lissi Dancefloor Disaster         | Nära Nära                                                 | Singel |
| Far & son                         | Aldrig för sent att ge upp                                | Singel |
| Little Jinder                     | Ful och tråkig tjej                                       | Singel |
| Jeepstarr                         | Pikét feat. Zacke och Johan Reinhardt                     | Singel |
| Little Jinder                     | Shh                                                       | Singel |
| Kalle Gracias                     | Drömmen                                                   | Singel |
| Little Jinder                     | Without You                                               | Singel |
| Jeepstarr                         | Ägd                                                       | Singel |
| Den Svenska Björnstammen          | Vart jag mig i världen vänder                             | Singel |
| Joy                               | Kattliv                                                   | Singel |
| Joy                               | Ingen Hejd                                                | Singel |
| Joy                               | Jag Har Änte Gjort Nått                                   | Singel |
| Allyawan                          | Skitsamma                                                 | Singel |
| Sirqus Alfon                      | Silverland                                                | Singel |
| Billie The Vision & The Dancers   | Queen of the Dancefloor                                   | Singel |
| Little Jinder                     | Keep on Dreaming                                          | Singel |
| Slagsmålsklubben                  | Jake Blood                                                | Singel |
| Den Svenska Björnstammen          | Trumma Trumma                                             | Singel |
| Lilla Lovis                       | Allt Kommer att Försvinna                                 | Singel |
| Lilla Lovis                       | Anden Med Flaskan                                         | Singel |
| Lissi Dancefloor Disaster         | Singing My Heart Out                                      | Singel |
| Slagsmålsklubben                  | Snälla TV Plz                                             | Singel |
| Den Svenska Björnstammen          | Ett Fel Närmare Rätt                                      | Singel |
| Billie The Vision And The Dancers | I Just Wanna Dance All Night Through                      | Singel |
| Lilla Lovis                       | Man Måste Testa Allt                                      | Singel |
| Far & Son                         | Hyr Stället                                               | Singel |
| St. John's Dance                  | Master                                                    | Singel |
| Discoteka Yugostyle               | Eagle Dangers                                             | Singel |
| Lissi Dancefloor Disaster         | Kill The Winner                                           | Singel |
| Bräkne-Hoby                       | Du Tände Mig                                              | Singel |
| Gros                              | Mother Mountain                                           | Singel |
| Jeepstarr                         | Life feat. Seydi Mandoza                                  | Singel |
| Lissi Dancefloor Disaster         | Try                                                       | Singel |
| Jeepstarr                         | Jag Minns                                                 | Singel |
| Movits!                           | Röksignaler                                               | Singel |
| Discoteka Yugostyle               | Yugo Trance Disco                                         | Singel |
| Gros                              | Puede Morir                                               | Singel |
| Little Jinder                     | Whatever 4ever                                            | Singel |
| Bräkne-Hoby                       | När Jag Frågar Dig                                        | Singel |
| Movits!                           | Nitroglycerin                                             | Singel |
| Little Jinder                     | Wont Look Back                                            | Singel |
| Jeepstarr                         | Ett Under                                                 | Singel |
| Movits!                           | Limousin ft. Maskinen                                     | Singel |
| Movits!                           | Huvudet bland molnen                                      | Album  |
| Jeepstarr                         | Rotlösa singlar                                           | Album  |
| Den Svenska Björnstammen          | Ett Fel Närmare Rätt                                      | Album  |
| OCBE                              | On Chante Bien Ensemble                                   | Album  |
| Monster & Maskiner                | Monster & Maskiner                                        | Album  |
| Monster & Maskiner                | Never Die                                                 | Album  |
| Pg.lost                           | It's Not Me, It's You!                                    | Album  |
| Slagsmålsklubben                  | The Garage                                                | Album  |
| Billie The Vision & The Dancers   | While You Were Asleep                                     | Album  |
| Lilla Lovis                       | Som En Oskuld                                             | Album  |
| Bräkne-Hoby                       | Jag Vet Vem Jag Är                                        | Album  |
| Little Jinder                     | Break Up                                                  | Album  |
| Far & Son                         | The Sushi USB EP                                          | EP     |
| City                              | Ex-Files                                                  | EP     |
| Den Svenska Björnstammen          | Dansmusik EP                                              | EP     |
| Den Svenska Björnstammen          | Classics EP                                               | EP     |
| St. John's Dance                  | Justus Hecker Wants Us Dead                               | EP     |
| Discoteka Yugostyle               | Discoteka Yugostyle EP                                    | EP     |
| Nattbuss/Dödens Dal               | Gudrun/Jag Sover Några Timmar i Taget                     | Split  |